# 1989年太平洋颱風季
| 太平洋颱風季             |
| 主題頁 - 專題 - 編輯指南 |

1989年太平洋颱風季泛指在1989年全年內的任何時間，於赤道以北及國際換日線以西的太平洋水域，以及南中國海所產生的熱帶氣旋。雖然有關方面並沒有設下本颱風季的指定期限，但大部份於西北太平洋的熱帶氣旋通常都會於五月至十二月期間形成。。
本條目的範圍僅侷限於赤道以北及國際換日線以西的太平洋及南海的水域。於赤道以北及國際換日線以東的太平洋水域產生的風暴則被稱為颶風，並被列入1989
以下各熱帶氣旋資訊以熱帶氣旋存在期間的最強形態為準。

## 已被國際命名的熱帶氣旋

### 颱風布倫達 (Brenda)
PAGASA: Bining

### 颱風黛蒂 (Dot)
PAGASA: During

### 強烈熱帶風暴菲爾 (Faye)
PAGASA: Elang
 英屬香港
當地懸掛最高風球信號： 一號戒備信號
天文台在7月9日下午3時50分懸掛一號戒備信號，當時菲爾集結於香港之東南偏南約620公里。下午吹和緩偏東風，晚間風勢清勁。菲爾於7月10日中午左右最接近香港，當時位於香港之西南偏南約400公里。天文台總部在下午4時錄得最低瞬時海平面氣壓1004.3百帕斯卡，當時菲爾集結於香港之西南偏南約510公里。當菲爾對香港不再構成威脅時，一號戒備信號於同時除下。
7月9日香港天晴炎熱。隨着菲爾的外圍雨帶開始影響香港，翌日轉為多雲，有驟雨。7月11日天氣好轉，主要早上有驟雨。7月12日轉晴。

### 颱風戈登 (Gordon)
PAGASA: Goring
戈登是1989年太平洋颱風季第八個被命名的熱帶氣旋。一熱帶擾動在7月11日在關島東北偏北580公里增強為熱帶低氣壓，其後獲命名為戈登並向西移動，時速23公里。其後戈登改為採取西南偏西方向移動，並在13日增強為強烈熱帶風暴。14日早上，戈登增強為颱風，此時它集結在馬尼拉東南偏東1130公里，並轉向西及再轉向西北偏西橫過呂宋北部。15日達到巔峰，日本氣象局給予100節10分鐘平均風速，而聯合颱風警報中心給予140節1分鐘平均風速，與同年的颱風愛茜並列為1989年西北太平洋最強颱風。戈登在16日早上在呂宋登陸並迅速減弱，中心氣壓在6小時內上升40百帕斯卡。16日中午戈登進入南中國海，橫過南海北部。18日下午於陽江西南偏西70公里之廣東西岸登陸，減弱為強烈熱帶風暴。它最後進入廣西，並於19日在南寧西南偏西70公里減弱為一低壓區。

### 熱帶風暴荷貝 (Hope)
PAGASA: Huling

### 颱風莎拉 (Sarah)
PAGASA: Openg
颱風莎拉於硫磺島西南方海面形成後向西北西轉西南方向行進，在菲律賓呂宋島東北方海面打轉後，朝向北北西轉西北方向移動。於9月11日23時左右在台灣花蓮縣秀姑巒溪口登陸後減弱消失，由台東縣近海形成副低壓所取代，繼續向北行進，於13日凌晨掠過台灣東北角後，由馬祖北方進入中國福建省，全台灣均有災情，以花蓮縣災情最為嚴重。  

### 颱風安琪拉 (Angela)
PAGASA: Rubing
 英屬香港
當地懸掛最高風球信號： 三號強風信號
天文台在10月6日晚上8時50分懸掛一號戒備信號，當時安琪拉集結於香港之東南約670公里。初時吹微風，翌日轉吹和緩偏北風。隨著安琪拉繼續向西移近香港，天文台在10月7日晚上9時正改掛三號強風信號取 代一號戒備信號，當時安琪拉集結於香港之東南偏南約500公里。10月8日轉吹偏東風，風力增強。安琪拉在中午左右最接近香港，當時位於香港以南約460 公里。天文台總部早於10月7日下午4時錄得最低瞬時海平面氣壓1009.7百帕斯卡。同時，中國東南部的季候風向南擴展。天文台在10月9日早上9時 45分改掛強烈季候風信號取代三號信號，當時安琪拉集結於香港之西南偏南約610公里，進一步移離香港。
當在10月6日懸掛一號戒備信號時，香港天晴。10月8日下午轉為多雲，黃昏時有微量雨量紀錄。翌日仍然多雲，10月10日下午天色開始較為明朗。安琪拉的雨帶在南面掠過，因此香港在吹襲時只有微量雨量紀錄。

### 颱風布賴恩 (Brian)
英屬香港
當地懸掛最高風球信號： 三號強風信號
天文台在9月30日下午5時10分懸掛一號戒備信號，當時布賴恩集結於香港之東南偏南約280公里。吹和緩東北風，翌日離岸吹強風。當日下午轉吹偏東風。隨着布賴恩繼續增強，天文台在10月1日下午3時45分改掛三號強風信號。黃昏時風力普遍達強風程度，離岸間中吹烈風。同時，一股強烈東北季候風影響中國東南部。隨着受布賴恩的影響減少，該季候風成為主導，天文台在10月2日中午改掛強烈季候風信號取代三號強風信號。布賴恩在10月1日早上8時左右最接近香港，當時位於香港東南偏南約270公里。天文台總部於同日上午4時及5時錄得最低瞬時海平面氣壓1007.1百帕斯卡。
當一號戒備信號在9月30日懸掛時，香港多雲，有微雨。10月2日晚停雨，翌日轉為多雲，部份時間有陽光。

### 颱風丹尼 (Dan)
PAGASA: Saling
 英屬香港
當地懸掛最高風球信號： 三號強風信號
天文台在10月11日晚上8時懸掛一號戒備信號，當時丹尼集結於香港之東南偏南約720公里。初時吹和緩偏東風，但隨着丹尼繼續增強，香港風力逐漸增強。天文台在10月12日清晨5時改掛三號強風信號，當時丹尼集結於香港以南約660公里。丹尼在早上6時左右最接近香港，當時位於香港以南約650公里。天文台總部於當日下午3時錄得最低瞬時海平面氣壓1010.4百帕斯卡。同時，一股強烈季候風正影響中國東南部。在丹尼及該季候風的共同影響下，黃昏時離岸風力增強至烈風程度。隨着丹尼移離，季候風成為主導，天文台在10月13日早上6時30分改掛強烈季候風信號取代三號信號，當時丹尼集結於香港之西南約750公里。
當一號戒備信號在10月11日懸掛時，香港多雲。隨後兩日有微雨。隨着丹尼在老撾消散，10月14日轉為大致天晴。

### 颱風愛茜 (Elsie)
PAGASA: Tasing

### 颱風姬伊 (Gay)
11月1日，衛星圖像顯示一個新的風暴在暹羅灣南部形成，其最初是一個高空為反氣旋的強對流區，船隻在那裡探測到了1008毫巴的相對較高的海平面氣壓。之後由於季候風低壓槽的擾動持續加強和鞏固，在當日21時，有關部門發出了熱帶氣旋形成警報，並將其命名為「姬伊」。 由於適宜的水溫和理想的地理環境條件，姬伊的環流結構迅速得到構建。衛星圖象顯示出了明顯的加強跡象，同時由於氣旋中心大氣劇烈的上升作用，在泰國和馬來西亞的東海岸出現了氣壓下降的情況。至11月2日18時，姬伊強度迅速增強的勢頭未有改變，到11月3日0時，姬伊的風速正式達到颱風強度（≥32.7米／秒）。
姬伊持續加強，並且在11月4日6時第一次登陸前加強至100海里/時（51m/s）。在越過狹窄的克拉地峽時，由於和地面摩擦的緣故，颱風強度稍微有所減弱，不過在它進入安達曼海後，強度又迅速恢復和增強。

### 颱風亨特 (Hunt)
PAGASA: Unsing

## 未被國際命名的熱帶氣旋
沒有